# Litoria infrafrenata
Litoria infrafrenata é a maior rela do mundo. Esta espécie é nativa das florestas tropicais do Queensland, Nova Guiné, Ilhas Bismarck e na Ilha Admiralty.

## Descrição

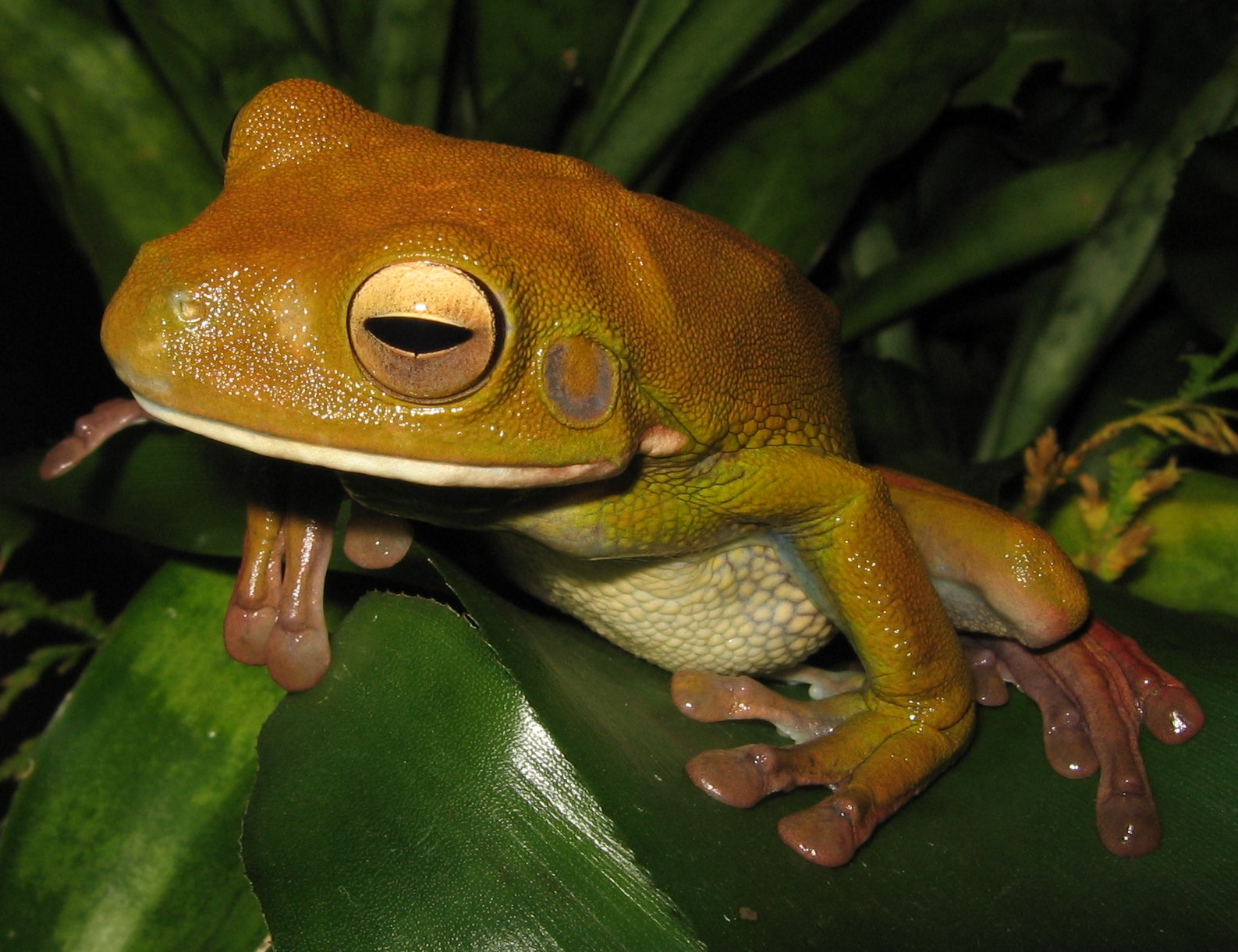
Uma Litoria infrafrenata castanha

A Litoria infrafrenata pode chegar a medir 13 centímetros. As fêmeas são maiores do que os machos, que só chegam aos 10 centímetros. O seu dorso é usualmente verde brilhante, apesar desta mudar dependendo da temperatura e do ambiente, e pode ser castanha. A superfície ventral é quase branca. O lábio inferior tem uma lista branca distintiva que continua até ao pescoço. Há listas brancas numa das faces dos membros posteriores, que pode tornar-se cor-de-rosa nos machos reprodutores. Estes animais têm tubérculos grandes nos dedos das patas posteriores, que o ajudam a trepar. As patas posteriores tem membrana interdigital completa, enquanto que nas patas anteriores esta é parcial.

## Ecologia e comportamento

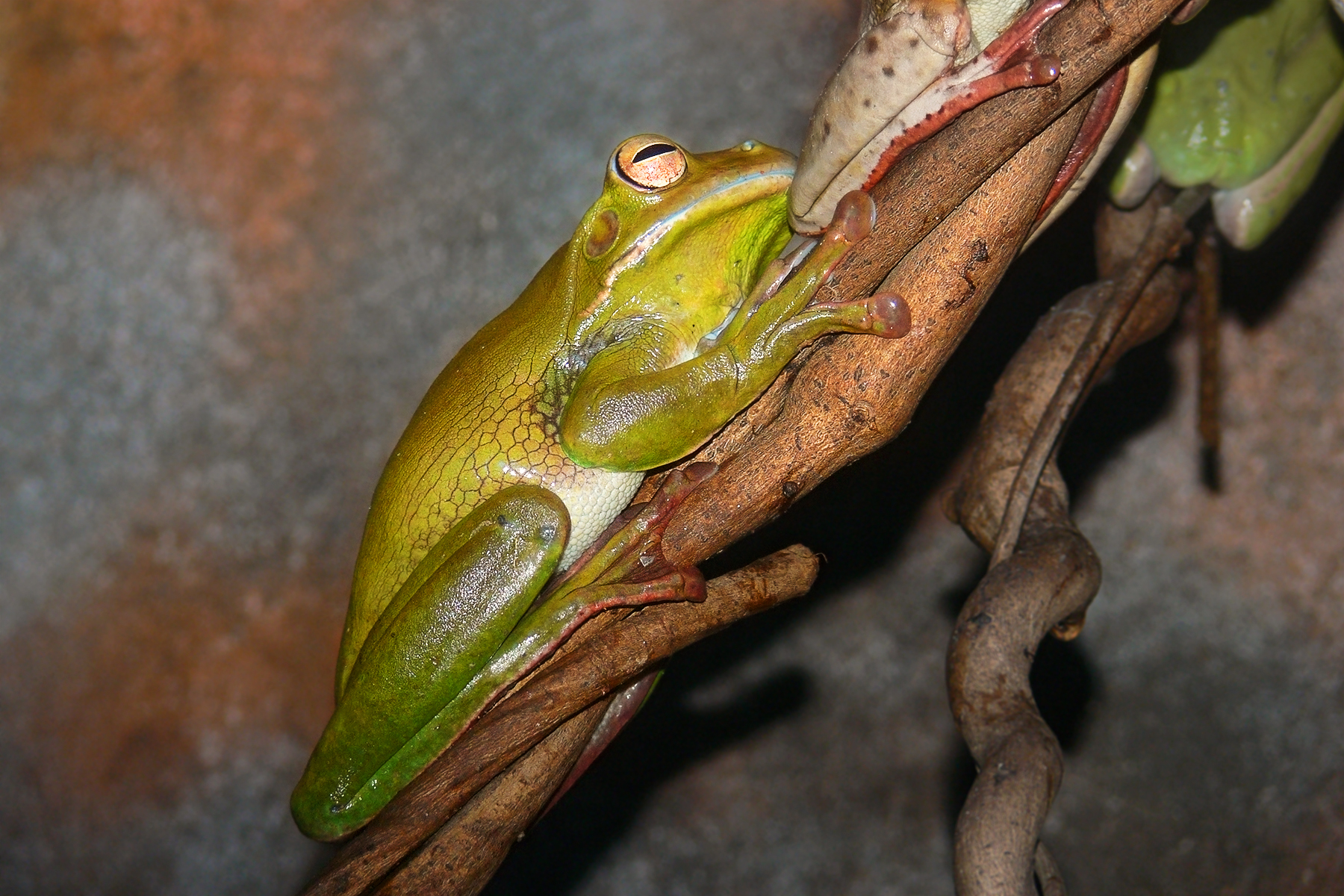
Jardim zoológico de Melbourne

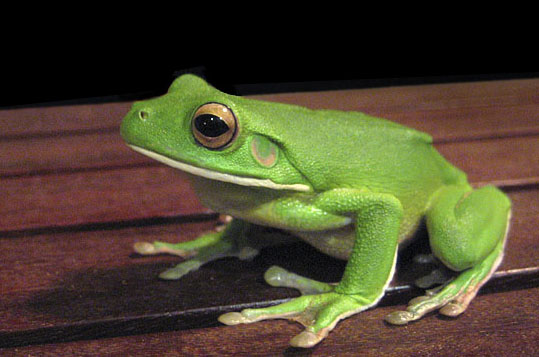
Litoria infrafrenata, Cairns, Queensland, Austrália.

A Litoria infrafrenata' está distribuída na Austrália ao longo das áreas costeiras da Península do Cabo York e nos trópicos húmidos de Queensland. É a rela mais amplamente distribuída na região da Nova Guiné, indo desde o Este da Indonésia, através da Nova Guiné, pelas ilhas Bismarck e Admiralty no Norte. Vive em floresta tropical e está restrita a áreas abaixo de 1200 metros de altitude.
Tem um chamamento alto, semelhante a um latido, mas quando em stress produz um som semelhante ao miar de um gato. Os machos chamam durante a primavera e verão depois de chuvas, a partir da vegetação à volta do local de reprodução, normalmente um corpo de água estagnada.
A sua dieta consiste principalmente insectos e outro artrópodes. Pode viver até dez anos na Natureza.
Esta espécie de rã é conhecida por ter sido movimentada pelos produtores de fruta do norte da Austrália e tornando-se vulgar nas áreas a sul.